# 고창 무장객사
고창 무장객사(高敞 茂長客舍)은 대한민국 전북특별자치도 고창군 무장면에 있는 건축물이다. 1973년 6월 23일 전라북도의 유형문화재 제34호로 지정되었다.

## 개요
이 건물은 조선시대 무장현의 객사로 쓰이던 것으로 선조 14년(1581)에 건립하였다. 객사는 궐패를 모셔 두고 현의 수령이 매달 초하루와 보름에 배례하는 정청과 왕명으로 지방에 내려오는 벼슬아치들의 숙소로 쓰이는 좌·우현으로 구성된다. 이 객사의 정청은바로 위까지 내려와 있다. 눈썹은 초승달처럼 갸날프게 처리되어 있고 눈은 반쯤 뜨고 정면 3칸, 측면 3칸의 홑처마 맛배지붕 건물로 초석의 석재하부는 네모지게 상부는 반구형으로 다듬고 그 위에 두리기둥을 세운외에 별다른 특징이 없다.
우현은 정청보다 지붕을 낮게 꾸미어 건물의 격식을 낮추었다. 이 밖에 외대문 중문과 좌우량이 있었으나 남아 있지 않다. 석축에 오르 내리는 돌계단등에도 호랑이·구름무늬 등을 양각해 놓아서 운치를 더해주고 있다. 건물 정면의 원형을 거의 그대로 보존하고 있는 것과는 대조적으로 객사의 건물은 면사무소로 사용하면서 일부 형질을 변경했던 것을 1990년 원형대로 복원하였다.

## 현지 안내문
무장객사는 조선시대 때 무장에 내려온 관리나 사신들의 숙소로 사용하던 곳이다.
본관에 걸린 궐(闕)자를 새긴 나무패는 임금을 상징하는 것으로, 매달 초하루와 보름에 수령과 지방 관리들은 여기에 경의를 표했으며, 나라에 경사가 있을 때에도 이곳에 모여 축하의식을 행하였다.
조선 선조 14년(1581)에 건리한 것으로 추정되며 본관과 좌익헌, 우익헌 그리고 몇 개의 출입문이 있다.
본관을 돌을 쌓고 그 위에 세운 것으로 계단에 새긴 호랑이, 구름 등의 조각이 운치가 있으며 좌우 건물의 지붕이 본관보다 낮은 점은 격을 낮추기 위해서이다.

## 같이 보기
- 무장현

## 참고 자료
- 고창무장객사 - 국가유산청 국가유산포털